# Angel
Angel é uma série da televisão dos Estados Unidos que durou cinco temporadas de sucesso entre 1999 e 2004, na rede WB. A série é um spin-off de Buffy the Vampire Slayer (intitulada Buffy, A Caça-Vampiros no Brasil e Buffy, A Caçadora de Vampiros em Portugal), contando a vida do vampiro com alma Angel, lutando em Los Angeles contra o Mal. Criado por Joss Whedon e David Greenwalt. Estrelada por David Boreanaz.
Os detalhes mostram os julgamentos em curso de Angel, um vampiro cuja alma humana foi devolvida a ele por ciganos como uma punição pelo assassinato de um dos seus. Depois de mais de um século de assassinato e tortura de inocentes, a alma restaurada de Angel o atormenta com a culpa e remorso. Durante as primeiras quatro temporadas do show, ele trabalha como detetive particular em uma versão fictícia de Los Angeles, Califórnia, onde ele e vários colegas de trabalho tentam "ajudar os indefesos" e restaurar a fé e salvar as almas daqueles que perderam seu caminho. Normalmente, isso envolve fazer a batalha com os demônios do mal ou demônios aliados a humanos, principalmente relacionados com a Wolfram & Hart, um escritório de advocacia. Ele também tem a batalha de sua própria natureza demoníaca. A atmosfera do show foi mais escura, e durante a sua terceira e quarta temporadas teve melhor desempenho na audiência, que sua série mãe, apesar dos registros de Buffy nas temporadas 2 e 3 ainda superarem qualquer uma das temporadas de Angel.

## Concepção e essência
Angel, assim como Buffy, é uma série riquíssima em substância. Foi concebida como uma metáfora para redenção e consciência moral, pois o vampiro Angel, depois de ter sua alma restaurada por uma maldição cigana (quando um membro foi assassinado por ele), passou a viver na angústia de seus horrendos atos do passado, buscando todo meio de se redimir, ajudando os indefesos. Primeiro, ele foi à Sunnydale ajudar Buffy Summers em sua caçada (na série Buffy), mas eles se apaixonaram, e ao encontrar a felicidade completa nos braços dela, Angel perdeu a alma novamente (como parte da maldição). Voltou a ser o vampiro inescrupuloso chamado Angelus, enfrentando Buffy até a morte. Porém, Angel conseguiu sua alma de volta, e apesar de quererem tentar, tanto ele quanto Buffy sabiam que o relacionamento nunca daria certo. Angel então deixa Buffy e parte para Los Angeles, em sua própria caçada contra o mal. Começa então a série Angel.
Joss Whedon, criador de Buffy e de seu spin-off, vê em Angel uma enorme riqueza metafórica para os conceitos de redenção e ambiguidade moral, pois Angel e Angelus são parte de uma mesma natureza, e ambos lutam pelo poder. Essa eterna crise moral é muito bem explorada no decorrer das temporadas da série, mostrando que a linha divisória pode ser bem mais fina do que aparenta. Whedon também diz enxergar Angel como a metáfora para o viciado, sem total controle por seus atos e em busca da difícil recuperação. Enquanto Buffy foi concebida como uma metáfora para a vida adolescente, Angel é um estudo sobre o lado sombrio da natureza humana, sobre erros do passado e escolhas sobre o que fazer com sua vida.
A primeira temporada de Angel contou com a participação de Cordelia Chase (Charisma Carpenter), vinda de Sunnydale, e também o meio-demônio Allen Doyle (Glenn Quinn), mandado pelos Poderes que Valem para ajudar Angel em sua missão moral. O trio abre então a firma de investigação Angel Investigations, servindo como detetives particulares para os indefesos, e cobrando pelos serviços, exemplo da ambiguidade comercial capitalista. Completando o estudo da ambiguidade moral, o conceito de mal na série é extremamente ambíguo e indefinido, podendo ter vampiros e demônios tanto do bem como do mal, e o mesmo para humanos. Através de sua trama mitológica envolvendo a corrupção da empresa de advocacia Wolfram & Hart, Angel explora o tema de corrupção por pertinentes metáforas à frieza demoníaca "desalmada" da grande LA.
Angel é uma série extremamente diferente de Buffy, porém, por ter saído da mesma mente, possui uma identidade substancial extremamente similar, muito rica psicológica, emocional e filosoficamente. Em questões de gênero, enquanto Buffy seguia a linha sátira/horror B oitentista, Angel seguiu a linha policial noir, com todos os característicos elementos do gênero, e meio misturado com Arquivo X. Porém, com o desenvolver das temporadas, Angel foi mudando essa sua identidade, assim como seu formato narrativo e seu elenco. Entraram para o time o lutador urbano Gunn (J. August Richards), o ex-treinador de caça-vampiros Wesley (Alexis Denisof), o demônio-cantor Lorne (Andy Hallett) e a aparentemente frágil Fred (Amy Acker). O vampiro Spike, depois do término de Buffy, entrou para a série no quinto e último ano.
Angel se manteve, durante todas as suas temporadas, como um sucesso de público e de crítica, sendo considerada uma das melhores, mais ousadas e criativas séries exibidas.

## Temporadas

### Primeiro ano (1999-2000)
Angel chega a LA após ter se dado conta que não podia viver com seu grande amor, Buffy, em Sunnydale como esperava. Lá, ele conhece seu futuros empregados, Doyle -metade humano, metade demônio- e Cordelia, uma conhecida de Sunnydale que havia se mudado para Los Angeles atrás da fama. Doyle apaixona-se por Cordelia e não conta seu estado demoníaco, com medo de que, se o fizer, ela fique com nojo dele. Com as visões de Doyle, Angel e Cordelia conseguiam manterem-se ocupados lutando contra o mal. Alguns demônios que são contra seres de sangue impuro -ou seja, meio demônio, meio humano- tentam matar um grupo de demônios pacíficos, mas Angel, Doyle e Cordelia tentam salvá-los colocando-os em um navio que iria levá-los para outro lugar. Infelizmente os demônios maus infiltram-se no navio e colocam um globo de luz que, quando aceso, matará tudo que não seja completamente demônio. Antes de se sacrificar Doyle beija Cordelia, passando suas visões para ela. Logo depois ele se mata ao desligar o globo poucos segundos antes dele atingir o ápice e matar todos.
Após perder Doyle, Wesley entra para o grupo dizendo que é um caçador de demônios renegado, mas que na verdade simplesmente foi despedido do Conselho dos Guardiões.

### Segundo ano (2000-2001)
Angel precisa lidar com a presença da agora humana ex-vampira Darla, sua antiga paixão e responsável por seu estado vampírico. Angel sofre uma intensa crise moral durante a temporada.

### Terceiro ano (2001-2002)
Fred é resgatada de uma outra dimensão e passa a integrar o grupo.
Angel precisa enfrentar o vingativo Holtz, enquanto Darla, grávida, dá sua vida pela de seu filho. Angel e Cordelia se aproximam emocionalmente, e Angel tem outras surpresas relacionadas com o seu filho, Connor, que chega do futuro já adulto e rebelde.

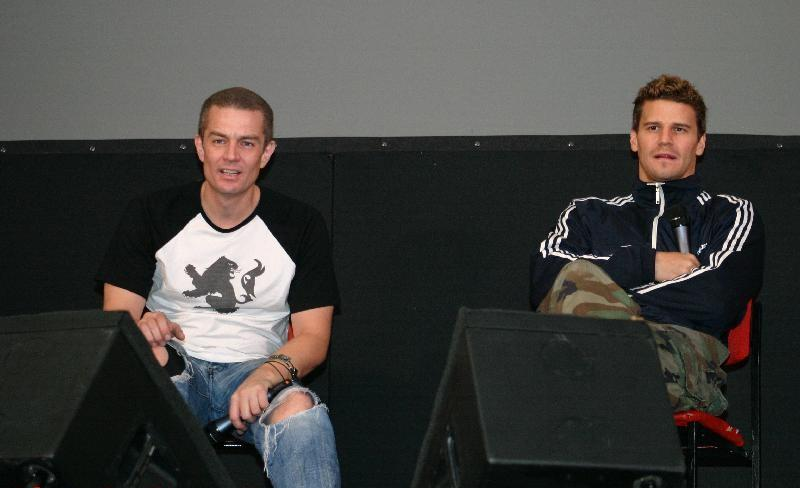
James Marsters e David Boreanaz, Spike e Angel, respectivamente.

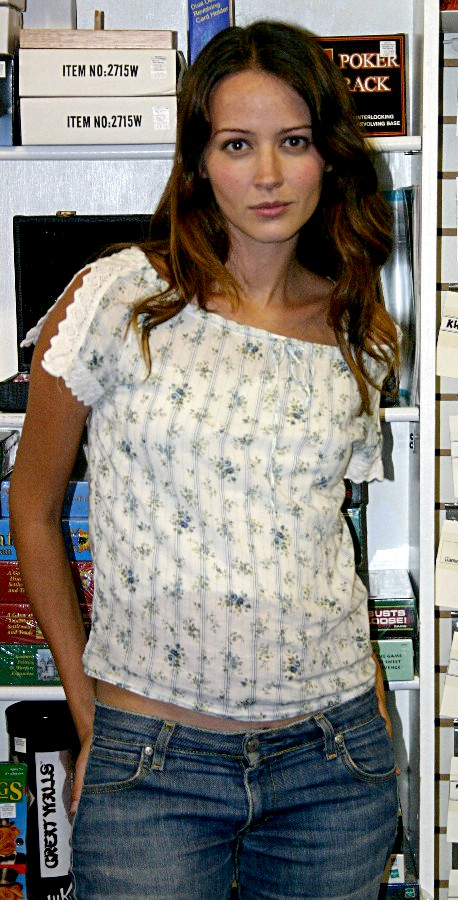
Amy Acker, a Fred em Angel.

Alexis Denisof e Alyson Hannigan, Wesley e Willow, em Angel.

### Quarto ano (2002-2003)
Enquanto a Besta aparece com uma profecia demoníaca, Cordelia passa a agir estranhamente, tendo um relacionamento com Connor, e acaba grávida da Deusa Jasmine, que mantém a humanidade na mais absoluta paz enquanto se alimenta de humanos.

### Quinto ano (2003-2004)
A Fang Gang passa a presidir a empresa Wolfram & Hart, tentando combater o mal de dentro. Porém, o foco do poder não é difícil de se perder. O vampiro Spike aparece em Los Angeles incorpóreo. A Fang Gang descobre que os membros do Círculo do Espinho Negro são os agentes dos Sócios Majoritários neste mundo.

## Futuro
Apesar de um filme de Angel ser pouco provável de acontecer, a série está sendo mantida viva em HQ, pela editora IDW Publishing, contando o que aconteceu depois do episódio final.
Além disso, há rumores recorrentes de uma longa-metragem para a TV quanto ao vampiro Spike, e tanto Joss, como o ator que originalmente representavam a personagem, James Marsters como a WB, afirmaram interesse num potencial projeto.

## Elenco regular
| Atores             | Personagens           | Temporadas   | Temporadas   | Temporadas   | Temporadas   | Temporadas   |
| Atores             | Personagens           | 1            | 2            | 3            | 4            | 5            |
| ------------------ | --------------------- | ------------ | ------------ | ------------ | ------------ | ------------ |
| David Boreanaz     | Angel/Angelus         | Protagonista | Protagonista | Protagonista | Protagonista | Protagonista |
| Charisma Carpenter | Cordélia Chase        | Regular      | Regular      | Regular      | Regular      | Participação |
| Alexis Denisof     | Wesley Windam-Prize   | Regular      | Regular      | Regular      | Regular      | Regular      |
| Glenn Quinn        | Allen Francis Doyle   | Regular      |              |              |              |              |
| J. August Richards | Charles Gunn          | Participação | Regular      | Regular      | Regular      | Regular      |
| Amy Acke           | Fred Burkle / Illyria |              | Participação | Regular      | Regular      | Regular      |
| Vincent Kartheiser | Connor                |              |              | Regular      | Regular      | Regular      |
| Andy Hallett       | Lorne                 |              | Participação | Regular      | Regular      | Regular      |
| James Marsters     | Spike                 | Participação |              |              |              | Regular      |